# Lac Dusaux
Pour les articles homonymes, voir Dussaulx et Dussault.
Le lac Dusaux est un plan d'eau douce du territoire de Eeyou Istchee Baie-James (municipalité), dans la région administrative du Nord-du-Québec, dans la province de Québec, au Canada.
Le bassin versant du lac Dusaux est accessible grâce à la route de la Baie James (sens Nord-Sud) venant de Matagami et qui passe à 10,4 km du côté Est du lac Dusaux, puis remontant vers le Nord en passant entre les lacs Mouliers et Katutupisisikanuch. La surface du lac est généralement gelée du début novembre à la mi-mai, toutefois la circulation sécuritaire sur la glace se fait généralement de la mi-novembre à la mi-avril.

## Géographie
Ce lac comporte une longueur de 23,0 km, une largeur maximale de 1,7 km et une altitude de 210 m.
Le lac Dusaux comporte 16 îles dont les plus importantes en superficie (notamment l’île Vandry) sont situées vers l’aval. Le lac Dusaux est traversé vers le Nord-Ouest par la rivière Nottaway.
Le lac Dusaux débute au pied de la chute aux Iroquois au Sud-Est qu’alimente la rivière Nottaway, face aux îles Nestipuku. Ce lac s’alimente aussi au Nord-Est par la rivière Davoust qui se déverse face à l’île Michikushish. Au centre du lac, le courant traverse vers le Nord-Ouest une zone de rapides en contournant les îles Desmolier. Le lac Dusaux se termine en aval de l’île Vandry (longueur : 2,6 km) qui est en forme de demi-lune.
Le déversoir de ce lac Dusaux est située au Nord-Ouest, en aval de l’île Vandry. Puis le courant de la rivière Nottaway va se déverser dans la baie de Rupert. Le déversoir du lac Dusaux est situé à :
- 79,3 km au sud-est de l’embouchure de la rivière Nottaway ;
- 123,4 km au nord-ouest du centre-ville de Matagami ;
- 103,7 km à l’est de la limite de l’Ontario[1].

Les principaux bassins versants voisins du lac Dusaux sont :
- côté nord : lac Chabouillié, rivière Davoust, rivière Colomb ;
- côté est : rivière Nottaway, lac Dana (Eeyou Istchee Baie-James), rivière Pauschikushish Ewiwach ;
- côté sud : rivière Nottaway, rivière Kitchigama ;
- côté ouest : rivière Nottaway, rivière Kitchigama.

## Toponymie
Le terme « Dusaux », « Dussault » et « Dussaulx » constituent des variantes du même patronyme d'origine française.
Le toponyme « lac Dusaux » a été officialisé le 5 décembre 1968 par la Commission de toponymie du Québec.